# Deschide-ți mintea!
Deschide-ți mintea! este un album al formației Timpuri Noi apărut în anul 2012 la casa de discuri MHO a Alinei Manole. Acesta este primul album al formației fără vocalistul Adrian Pleșca. Albumul a fost lansat pe data de 5 mai 2012, în cadrul unui concert susținut la Club A din București.

## Lista melodiilor
| Nr. | Titlu                 | Autor(i)    | Lungime |  |
| 1.  | „Deschide-ți mintea!” | Dan Iliescu | 4:05    |  |
| 2.  | „E loc”               | Dan Iliescu | 3:30    |  |
| 3.  | „Hitu'”               | Dan Iliescu | 3:42    |  |
| 4.  | „Rambo”               | Dan Iliescu | 4:03    |  |
| 5.  | „Cuiu'”               | Dan Iliescu | 3:51    |  |
| 6.  | „Împrumut”            | Dan Iliescu | 3:38    |  |
| 7.  | „Fe.Me.I.”            | Dan Iliescu | 3:49    |  |
| 8.  | „Diri, Diri”          | Dan Iliescu | 4:40    |  |
| 9.  | „Lady”                | Dan Iliescu | 4:18    |  |
| 10. | „Ascultă-ți inima”    | Dan Iliescu | -       |  |

## Componență
- Dan Iliescu – chitară, voce
- Felician Sfura – tobe
- Sabin Penea – bas